# Pierre Akoka
Pierre Akoka (* 17. Juli 1952 in Paris) ist ein französischer Pianist. Er ist ein Vetter des französischen Dirigenten Gérard Akoka.

## Leben und Werk
Pierre Akoka entstammt einer großen Familie jüdischer Musiker aus Algerien, die 1926 über Marseille, Paris und Ponthierry nach Frankreich einwanderten. Sein Großvater Abraham, der Trompeter war, wanderte 1926 nach Frankreich aus. Er hatte sechs Kinder: Joseph, Henri (1912–1976, berühmter Klarinettist), Lucien, Yvonne, Georges und Pierre. 
Akoka ist der Sohn des in der Liste genannten Georges Akoka, der sich im Zweiten Weltkrieg der Résistance anschloss und später eine Karriere als Arzt machte.
Akoka studierte zunächst bei Lucette Descaves. Ab 1968 studierte er am Pariser Konservatorium bei Yvonne Loriod, der zweiten Ehefrau Olivier Messiaens. 1974 erhielt Pierre Akoka für sein Klavierspiel einen ersten Preis am Pariser Konservatorium. Er wurde darüber hinaus als Schüler des Klarinettisten Guy Deplus für  seine kammermusikalischen Leistungen ausgezeichnet. An der Wiener Musikhochschule legte er bei dem aus Sofia stammenden Pianisten Dianko Iliew (* 1930) seine Diplomprüfung im Fach Klavier ab.
Die beiden Einspielungen aus der unten aufgezeigten Diskographie wurden von der Fachkritik künstlerisch als durchaus hochwertige Aufnahmen charakterisiert. Dennoch ist seit Anfang der 1980er Jahre keinerlei künstlerische, kunstkritische oder musikalische Äußerung (oder im schlechtesten Fall ein entsprechender Nekrolog) von oder zu Pierre Akoka an die Öffentlichkeit gelangt, und dies auch nicht im gesamten Internet. Es ist äußerst ungewöhnlich, dass in Bezug auf einen erfolgreichen jungen Pianisten, der bereits wichtige Musikpreise gewann und erste Tonträger erfolgreich einspielte, plötzlich jegliche Information einfach vollkommen abreißt. Diese Einschätzung der Lage spiegelt sich schon im Eintrag Akoka, Pierre von 1989 in Alain Pâris’ erster französischer Auflage der Klassischen Musik im 20. Jahrhundert wieder. Ähnliche offene, ratlose Äußerungen und die sich daraus ergebenden Fragen finden sich auch in entsprechenden Foren der Klassischen Musik im Internet.

## Diskographie
- Mussorgsky: Pictures at an exhibition; Prokofiew: Romeo et Juliet
- Franz Liszt: Les années de pélerinage (Polydor, 1977)